# ʻAkilisi Pohiva
Samuela ʻAkilisi Pohiva, né le 7 avril 1941 à Fakakakai aux îles Haʻapai aux Tonga et mort le 12 septembre 2019 à Auckland en Nouvelle-Zélande, est un homme d'État tongien. 
Membre fondateur du Mouvement pour les droits de l’homme et la démocratie, ainsi que du parti politique qui en émane (le Parti démocrate des îles des Amis), il est l'un des principaux activistes ayant fait campagne pour l'instauration de la démocratie aux Tonga. Il est Premier ministre du 30 décembre 2014 à sa mort.

## Biographie

### Premier engagement pour la démocratie
Après un certificat d'aptitude à l'enseignement obtenu au Tupou College aux Tonga en 1961, ʻAkilisi Pohiva obtient une licence en sciences de l'éducation à l'Université du Pacifique Sud en 1978, tout en exerçant le métier d'enseignant à partir de 1967. Durant ses études universitaires, il s'intéresse à la politique. Il est l'un des fondateurs du groupe étudiant Kau Loma (« Les Romains »), mouvement de réflexion sur la possibilité de réformes politiques. Le monarque (Taufaʻahau Tupou IV) disposait alors d'une réelle autorité politique, et jouissait d'un grand respect parmi les Tongiens.
Après l'obtention de sa licence, il devient enseignant en sciences sociales et en pédagogie à l'institut de formation des enseignants. De 1982 à 1985, il travaille au bureau national de gestion des désastres naturels. En mars 1981, il lance le programme radio Matalafo-Laukai, avec l'appui des autorités religieuses (catholiques et wesleyennes). Le programme vise à opérer une pédagogie civique auprès des citoyens, apprenant aux auditeurs comment fonctionne le gouvernement, et comment les impôts sont collectés et dépensés sans réel contrôle de la part des élus du peuple. En 1983, le gouvernement interdit Matalafo-Laukai, puis l'autorise mais le soumet à la censure, puis l'interdit définitivement en décembre 1984. Pour s'être ainsi exprimé en faveur de plus de démocratie, et pour avoir critiqué l'autorité de la monarchie (sans toutefois être républicain), Pohiva est limogé de son poste de fonctionnaire en février 1985. Il porte avec succès l'affaire devant les tribunaux, et retrouve son emploi,. 

### 1987-2010
ʻAkilisi Pohiva entre en politique et est élu député en 1987 parmi la minorité de députés représentants du peuple à l'Assemble législative. En 1996, il est arrêté et brièvement emprisonné sur ordre de l'Assemblée nationale pour outrage au parlement, pour avoir révélé au public (via le journaliste Kalafi Moala) des détails de procédures parlementaires. Amnesty International le reconnaît comme prisonnier d'opinion et demande sa libération. Il est libéré sur ordre de la Cour suprême, qui statue que son emprisonnement est « illégal et anticonstitutionnel »,,.
Dans les années 1980, il devient l'un des éditeurs de Kele‘a, principal journal du mouvement pro-démocratique. En 2002, il est arrêté et poursuivi pour sédition, pour avoir publié dans Kele‘a un article affirmant que le roi Taufaʻahau Tupou IV était détenteur d'une fortune cachée. Il est acquitté par le jury. À la suite des émeutes de 2006 à Nukuʻalofa, par des manifestants réclamant la démocratie, Pohiva est à nouveau arrêté et poursuivi pour sédition, accusé d'avoir encouragé les émeutiers. Il est acquitté en septembre 2009.

### Législature 2010-2014
En vue des élections législatives de novembre 2010, qui pour la première fois permettraient aux citoyens d'élire une majorité des députés, et introduirait ainsi la démocratie aux Tonga, ʻAkilisi Pohiva cofonde le Parti démocrate des îles des Amis, dont il est le président,. Le parti remporte douze des dix-sept sièges ouverts aux représentants du peuple, et Pohiva lui-même est réélu député, avec plus de 60 % des suffrages dans sa circonscription à Tongatapu,,,. Il parait dès lors probable qu'il sera nommé Premier ministre. Pour la première fois, le Premier ministre doit être élu par l'Assemblée, plutôt que nommé par le roi, et l'élection a lieu le 21 décembre. Pohiva est candidat face à Lord Tuʻivakano, l'un des neuf représentants de la haute noblesse au Parlement. Le candidat démocrate obtient douze voix, et est ainsi battu par son adversaire, élu Premier ministre avec quatorze voix.
Lorsque Tuʻivakano forme son gouvernement, Pohiva demande six postes de ministres pour les députés de son parti, en vertu des résultats de l'élection législative. Il n'en obtient finalement que deux, acceptant pour lui-même, le 4 janvier, le poste de ministre de la Santé, tandis que son collègue ʻIsileli Pulu devient Ministre du Tourisme,. Le 13 janvier, toutefois, il démissionne, protestant contre l'entrée au gouvernement de personnes non-députées (à des postes qui, à ses yeux, auraient pu être attribués à des membres de son parti), et refusant de signer un accord qui lui aurait interdit de voter (au Parlement) contre toute mesure adoptée en conseil des ministres,. Bien qu'il n'y ait pas d'Opposition officielle, Pohiva est, dès lors, considéré comme le chef de l'opposition de facto.
En 2011, Pohiva s'oppose à un amendement à la loi sur les armes et les munitions (Arms and Ammunitions (Amendment) Act) qui vise à réduire les peines imposables aux détenteurs d'armes illicites, alors que deux députés ont été inculpés pour ce délit. Il exprime son espoir que le roi, George Tupou V, refuse d'y apporter sa sanction royale. Le roi opposa son veto à l'amendement début 2012, le déclarant « contraire au bien-être et à la sûreté » de ses sujets,,.
En mars 2012, Pohiva critique Lord Tuʻivakano pour n'avoir pas pris de mesures pour endiguer la corruption dans le pays, et annonce qu'il va déposer une proposition de loi pour que les députés issus de la noblesse soient élus par l'ensemble des citoyens, et non plus seulement par les nobles. Il décrit cette proposition comme une étape vers une « pleine démocratie ». Cette mesure n'est pas soutenue par l'Assemblée.
En décembre 2013, Action parlementaire globale lui remet le Prix de Défense de la Démocratie (Defender of Democracy Award), en reconnaissance de ses trois décennies et demi de campagne pour davantage de démocratie aux Tonga. Il est le premier insulaire du Pacifique à recevoir ce prix international.

### Premier ministre (2014-2019)
Aux élections législatives du 25 novembre 2014, le Parti démocrate, qu'il dirige, remporte dix des dix-sept sièges réservés aux élus du peuple. ʻAkilisi Pohiva se présente à nouveau candidat aux fonctions de Premier ministre, face à Samiu Vaipulu, député sans étiquette. Vaipulu est donné favori, mais c'est Pohiva qui est élu, à bulletin secret, avec quinze voix contre onze. Il est alors le premier roturier élu député à être élu Premier ministre par un Parlement lui-même majoritairement élu. (Feleti Sevele, roturier, avait été nommé premier ministre par le roi en 2006, et non pas choisi par l'Assemblée législative. Tandis qu'en 2010, le premier Parlement majoritairement élu avait choisi un noble, Lord Tuʻivakano, pour mener le gouvernement.) Au moment de son élection, Pohiva est le doyen de l'Assemblée, où il siège depuis 1987,. Pris d'un malaise le 29 décembre 2014, peu après l'annonce de son élection, il n'est formellement nommé par le roi, Tupou VI, que le lendemain,. Il s'engage à travailler de manière constructive avec le roi, et nomme son gouvernement le jour même.
Sa conduite du gouvernement est parfois critiquée. Il est accusé de ne pas savoir mener une équipe, et d'ignorer les conseils. Sa décision de renoncer à accueillir les Jeux du Pacifique de 2019 aux Tonga, pour des raisons budgétaires, est également critiquée. Le 25 août 2017, il est subitement limogé par le roi, qui dissout l'Assemblée législative et ordonne la tenue d'élections anticipées pour la mi-novembre au plus tard. Le 26 août, le roi charge le gouvernement Pohiva de traiter les affaires courantes jusqu'à la tenue du scrutin. Le 28 août, le président de l'Assemblée législative, Lord Tuʻivakano, explique qu'il avait porté à l'attention du roi ses inquiétudes concernant le gouvernement, notamment le projet de loi visant à transférer du roi au conseil des ministres le pouvoir de nommer le procureur général et le chef de la police, ainsi que l'apparente intention du Premier ministre de signer des accords internationaux (la Convention sur l'élimination de toutes les formes de discrimination à l'égard des femmes et le traité de libre-échange régional PACER Plus) sans demander l'accord du roi.
Lors des élections anticipées du 16 novembre 2017, le Parti démocrate remporte la majorité absolue des sièges à l'Assemblée, pour la première fois de son histoire : quatorze sur vingt-six (et quatorze sur les dix-sept sièges alloués aux élus du peuple). ʻAkilisi Pohiva conserve son siège de député de la circonscription de Tongatapu 1, recevant 50,5 % des voix face à dix adversaires,. Son maintien au poste de Premier ministre est officialisé par l'Assemblée le 18 décembre, par quatorze voix contre douze pour son concurrent sans étiquette Siaosi Sovaleni, roturier soutenu par la noblesse.
En août 2019, lors du sommet international du Forum des îles du Pacifique à Funafuti, il s'engage avec force aux côtés du gouvernement vanuatais pour demander aux autres dirigeants océaniens d'exiger que l'Indonésie permette au Haut-Commissariat des Nations unies aux droits de l'homme de visiter la Nouvelle-Guinée occidentale, territoire sous souveraineté indonésienne et où les autonomistes dénoncent des violations des droits de l'homme commises par le gouvernement indonésien. Pohiva dénonce l'« influence » qu'exerce à ses yeux l'Indonésie sur les gouvernements des Fidji, de Nouvelle-Zélande et de Papouasie-Nouvelle-Guinée, États soucieux de conserver de bonnes relations avec Djakarta pour des raisons commerciales. Le Forum s'accorde finalement sur un compromis, exprimant son « inquiétude » quant à la situation des droits de l'homme en Nouvelle-Guinée occidentale, et « encourage » l'Indonésie à permettre une visite du Haut-Commissariat, tout en réaffirmant sa reconnaissance de la souveraineté indonésienne sur le territoire. Durant ce même sommet, les médias rapportent les larmes d'ʻAkilisi Pohiva face aux effets du changement climatique sur la vie de jeunes Tuvaluans.
Souffrant de problèmes de santé durant presque un an avant sa mort, il est hospitalisé aux Tonga pendant deux semaines à partir de fin août 2019 puis transporté d'urgence le 11 septembre à un hôpital à Auckland, où il meurt le lendemain d'une pneumonie. Parmi les personnalités qui lui rendent hommage, Dame Meg Taylor, secrétaire générale du Forum des Îles du Pacifique, souligne sa « transition d'activiste passionné en homme d'État respecté » et toujours fidèle à ses principes,. Le 19 septembre, déclaré jour de deuil national, il reçoit des funérailles d'État en présence de la reine Nanasipauʻu et de dignitaires étrangers dont le président de la République des Fidji, Jioji Konrote. Il est inhumé à Kolomotuʻa, le cœur historique de Nukuʻalofa,. Une minute de silence en sa mémoire est marquée durant le match d'ouverture de l'équipe tongienne face à l'Angleterre à la Coupe du monde de rugby à XV 2019. 
Sa mort entraîne la chute de son gouvernement. En amont de l'élection du nouveau dirigeant, quatre députés démocrates dont deux ministres (le ministre des Finances Pohiva Tuʻiʻonetoa, le ministre de la Justice Vuna Faʻotusia, et les députés Akosita Lavulavu et Vavatau Hui) rejoignent les bancs de l'opposition, conférant ainsi au bloc des nobles et des députés roturiers conservateurs et indépendants une majorité des sièges. Pohiva Tuʻiʻonetoa annonce la formation d'un nouveau parti politique, le Parti populaire. Le 27 septembre, il est élu Premier ministre par quinze voix contre huit pour Semisi Sika, qui assurait par intérim la direction du gouvernement sortant. Pohiva Tuʻiʻonetoa forme son gouvernement le jour-même, y incluant des membres des trois groupes de la nouvelle majorité parlementaire (les nobles, les roturiers conservateurs sans étiquette, et les membres du Parti démocrate ayant fait défection).
Le fils aîné d'ʻAkilisi Pohiva, Siaosi Pohiva, remporte toutefois de justesse, et sous les couleurs démocrates, l'élection partielle du 28 novembre pour son siège vacant à l'Assemblée. Il promet de poursuivre les idéaux de son père.